# Vuelo 302 de Ethiopian Airlines
El Vuelo 302 de Ethiopian Airlines (ET302/ETH302) fue un vuelo regular internacional de pasajeros de Ethiopian Airlines del Aeropuerto Internacional Bole (Etiopía) al Aeropuerto Internacional Jomo Kenyatta (Kenia). El 10 de marzo de 2019, el Boeing 737 MAX 8 que operaba el vuelo, se estrelló poco después del despegue. No hubo sobrevivientes y murieron 157 personas.
Es el peor accidente de la historia de Etiopía y también de las líneas aéreas etíopes, por encima del secuestro y posterior accidente del vuelo 961 de Ethiopian Airlines frente a las islas Comoras en 1996. Es el segundo accidente de un Boeing 737 MAX en menos de cinco meses, tras el del vuelo 610 de Lion Air en octubre de 2018. La similitud con ese accidente provocó que 42 países suspendieran los vuelos y le cerraran su espacio aéreo a este modelo de aeronave mientras se esclarecen los hechos, incluido Estados Unidos.
Fue el desastre aéreo más grave de 2019.

## Aeronave
El avión accidentado fue un Boeing 737 MAX 8, registro ET-AVJ. c / n 62450, msn 7243. Fue fabricado en octubre de 2018 y entregado el 15 de noviembre de 2018. Tenía cuatro meses de servicio en el momento del accidente.
El modelo Boeing 737 MAX 8 entró en servicio en 2017, y ya estuvo involucrado en un accidente fatal anteriormente, el acontecido en el Vuelo 610 de Lion Air en octubre de 2018. Tras este choque, Boeing habló de reparar el software del modelo, pues una de las hipótesis del accidente apunta a que este fue el responsable de la pérdida de altura. Sin embargo, varios meses después no se había realizado ninguna acción correctiva.
Solo se habían producido 350 aviones hasta finales de enero de 2019. El 737-8 MAX voló por primera vez el 29 de enero de 2016, lo que lo convierte en uno de los aviones más nuevos en la flota de Boeing y en la generación más nueva del Boeing 737.

## Accidente

En azul la ruta del vuelo 302 y el punto de color rojo representa el lugar del accidente.

El 302 era un vuelo internacional de pasajeros programado de Addis Abeba a Nairobi. Llevaba 149 pasajeros y ocho tripulantes. El piloto avisó a la torre de control de que tenía "dificultades" y pidió volver al aeropuerto de la capital etíope, para lo que recibió permiso. El avión desapareció del radar tras tres minutos en el aire. Según los datos del radar de vuelo, el aparato estaba ascendiendo de manera errática, con una velocidad aerodinámica vertical inestable. Se informó que la aeronave se estrelló cerca de Bishoftu a las 08:44 hora local (05:44 UTC), seis minutos después de iniciar el despegue a las 8:38 hora local. Bishoftu se encuentra a 62 kilómetros al sureste del aeropuerto Bole.
Testigos informaron que la aeronave estaba haciendo "ruidos extraños" y dejando un "rastro de humo" detrás, con chispas de fuego trasero cerca de la cola y escombros como ropa y papel, justo antes de que se estrellara. Según otros testigos, el avión cayó en picado sin que hubiera llamas antes del impacto.

## Pasajeros y tripulación
Las nacionalidades de los pasajeros incluyen las siguientes:
| Nacionalidad   | Número de fallecidos |
| -------------- | -------------------- |
| Kenia          | 31                   |
| Canadá         | 16                   |
| Etiopía        | 9                    |
| Estados Unidos | 8                    |
| Italia         | 8                    |
| China          | 7                    |
| Francia        | 7                    |
| Reino Unido    | 7                    |
| Egipto         | 6                    |
| Alemania       | 5                    |
| Eslovaquia     | 4                    |
| India          | 4                    |
| Austria        | 3                    |
| Rusia          | 3                    |
| Suecia         | 3                    |
| España         | 2                    |
| Israel         | 2                    |
| Marruecos      | 2                    |
| Polonia        | 2                    |
| Australia      | 1                    |
| Bélgica        | 1                    |
| Hong Kong      | 1                    |
| Indonesia      | 1                    |
| Irlanda        | 1                    |
| Mozambique     | 1                    |
| Nepal          | 1                    |
| Nigeria        | 1                    |
| Noruega        | 1                    |
| Ruanda         | 1                    |
| Senegal        | 1                    |
| Serbia         | 1                    |
| Somalia        | 1                    |
| Sudán          | 1                    |
| Togo           | 1                    |
| Turquía        | 1                    |
| Uganda         | 1                    |
| Yemen          | 1                    |
| Arabia Saudita | 1                    |
| Yibuti         | 1                    |

Entre las víctimas fatales del accidente se reportó al escritor y académico canadiense de origen nigeriano, Pius Adesanmi, y al arqueólogo italiano Sebastiano Tusa. Asimismo, entre las víctimas viajaban 19 personas vinculadas al Programa de las Naciones Unidas para el Medio Ambiente. Precisamente en Nairobi había un congreso para tratar la evaluación y regulación de posibles métodos y marcos de gobernanza para la geoingeniería, como un paso temprano hacia un sistema internacional del mismo. Dos pasajeros que tenían planeado viajar en este vuelo no pudieron hacerlo porque su conexión se retrasó.

## Investigación y consecuencias

El MAX utiliza un estabilizador ajustable, movido por un tornillo nivelador, para proporcionar las fuerzas de ajuste de paso requeridas. Se ilustra el estabilizador genérico.

Tanto la grabadora de voz de la cabina como la grabadora de datos de vuelo se recuperaron del lugar del accidente el 11 de marzo. Dos testigos informaron que el avión estaba haciendo "ruidos extraños" y dejando un "rastro de humo" detrás de él justo antes de que se estrellara.
Las semejanzas con el siniestro del Vuelo 610 de Lion Air en octubre de 2018 llevaron a que 42 países suspendieran los vuelos con este modelo, y que la Unión Europea y países como India, Canadá y China le cerraran su espacio aéreo. Al 12 de marzo, dos de cada tres unidades debían oficialmente permanecer en tierra. La mayoría de los aviones que seguían volando lo hacían en Estados Unidos, donde la Administración Federal de Aviación dijo que "no había razones para ordenar que los aviones permanecieran en tierra". A su vez, trascendió que el presidente de Boeing, Dennis A. Muilenburg, llamó desde Chicago al presidente de Estados Unidos, Donald Trump, para expresarle su confianza en el 737 Max 8. El 13 de marzo, Estados Unidos se unió a la lista de países que prohibieron usarlo.
Después del accidente, Boeing ordenó la construcción de simuladores de vuelo para este modelo. Hasta ese entonces, el entrenamiento se había realizado a distancia, con tres horas de vídeos y una docena de libros blancos sobre las principales diferencias con los 737 anteriores. A mediados de marzo, el contenido de la caja negra confirmó las semejanzas con el vuelo de Lion Air. También, que los pilotos siguieron en vano las instrucciones de seguridad suministradas por Boeing.
Estos problemas provocaron la caída del valor de las acciones de Boeing en la bolsa de Wall Street.

## Filmografía
- Este accidente fue presentado en la temporada 24 de la serie de televisión canadiense Mayday: catastrofes aéreas, transmitido en National Geographic Channel, en el episodio titulado "Directiva Letal".[26]

- Este accidente fue mencionado en la temporada 21 de Mayday: catastrofes aéreas en el episodio titulado "Conectado a Tierra: Boeing Max 8", donde se examina el vuelo 610 de Lion Air.[27][28]

- En febrero de 2022, Netflix lanzó Downfall: The Case Against Boeing, un documental abordando los accidentes del MCAS y el vuelo 610 de Lion Air y el vuelo 302 de Ethiopian Airlines.[29]

- En septiembre de 2022, Amazon Prime lanzó Flight/Risk, un documental sobre los dos accidentes del Boeing 737 MAX.